# Foreste di latifoglie e foreste miste temperate

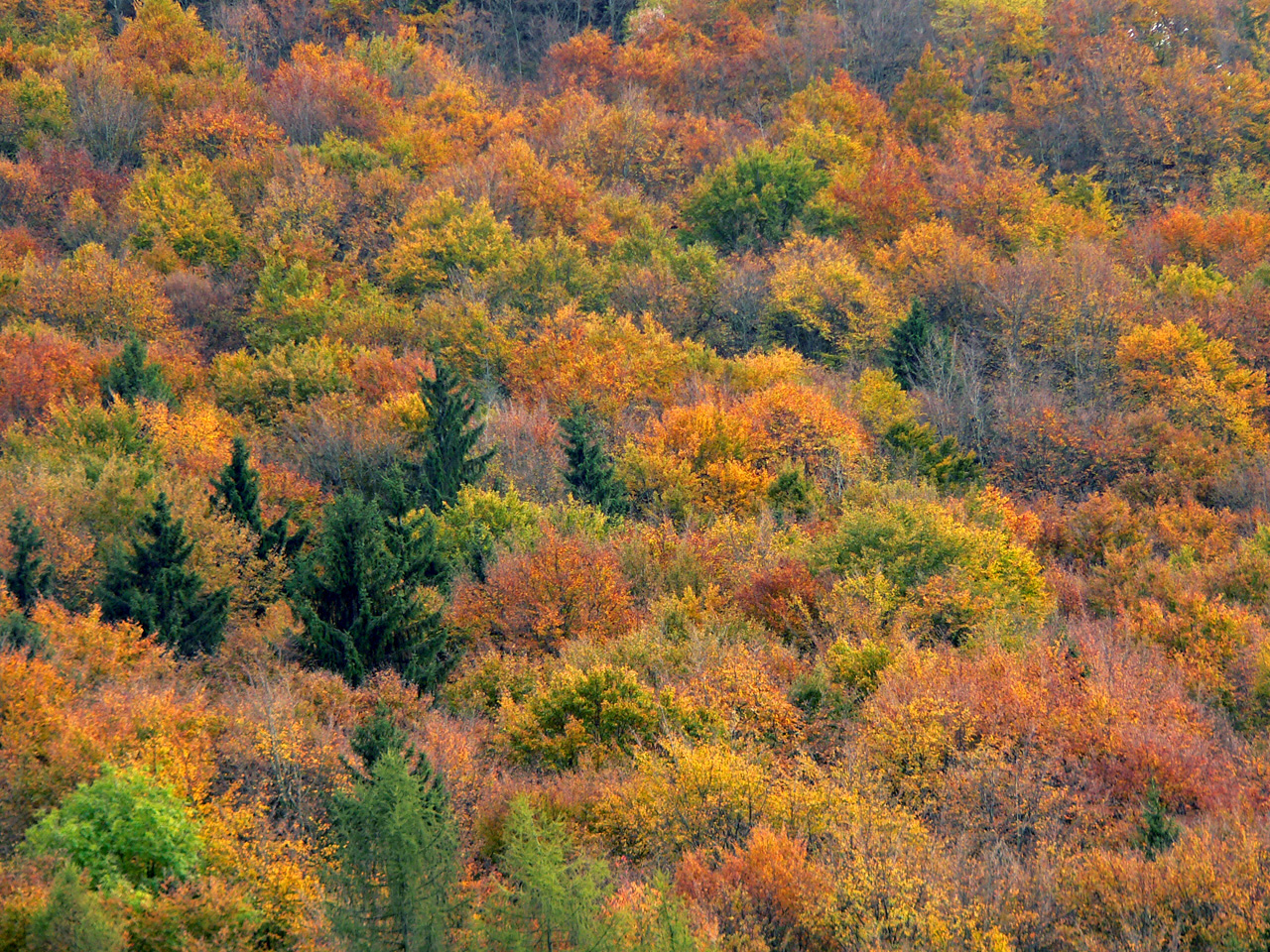
Aspetto autunnale di una foresta di latifoglie, nel Cansiglio

Le foreste di latifoglie e foreste miste temperate sono un bioma terrestre definito dalla lista Global 200 del WWF; corrisponde alla foresta decidua temperata di altri autori.
È un bioma tipico della zona temperata, con ecoregioni che ospitano foreste di latifoglie e altre che ospitano foreste miste di latifoglie e conifere. Il termine "foreste di latifoglie e foreste miste temperate" è usato dal World Wildlife Fund (WWF) nello studio che illustra la divisione del pianeta in biomi, ecozone e ecoregioni.

## Caratteristiche
La struttura tipica di queste foreste comprende quattro strati. Lo strato superiore è la canopia composta dalle chiome degli alberi maturi d'alto fusto, a un'altezza tra 30 e 60m. Sotto la canopia, si trova una successione di tre strati, che tollerano l'ombra, che si trova 9 - 15m al di sotto. Lo strato più alto è la sotto-canopia, composta da alberi maturi di taglia minore, giovani esemplari e una canopia di alberi in stato di sviluppo in attesa che si apra un varco disponibile nella canopia. Al livello inferiore, si trovano gli arbusti, ovvero piante legnose più basse. Tipicamente, lo strato più basso e più diversificato è il livello erboso di copertura.
Le foreste di latifoglie e miste temperate si trovano in aree che presentino due stagioni distinte di freddo e caldo, con un'escursione di temperatura media tra i —3 e i 16 °C. Le temperature quindi sono tipicamente moderate, con l'eccezione di alcune ecoregioni dell'Asia, per esempio lungo il fiume Ussuri, dove in inverno si possono sperimentare condizioni molto rigorose.

## Localizzazione
Le foreste di latifoglie sono presenti in alcuni ecosistemi che si differenziano per la stagionalità e umidità del clima.
- Foresta decidua

Sono decidue le foreste con alberi che perdono le foglie nella stagione fredda, a partire dall'autunno. Il bosco deciduo si sviluppa in zone con estati calde piovose e un inverno secco e precipitazioni totali superiori a 800 mm/anno. Gli alberi possono superare i 40 m, ributtano in primavera e hanno uno strato inferiore erboso. Sono tipici i boschi di quercia, aceri, faggio e olmo, si trovano in America del Nord, Europa, parte dell'Asia fino al Giappone, Nuova Zelanda e marginalmente anche in Sudamerica.
- Laurisilva

La laurisilva, chiamata anche giungla temperata per la sua vegetazione esuberante, è un bosco temperato umido, sempreverde, nebbioso, montano e ricco di muschi, con foglie coriacee simili a quelle dell'alloro. Il fatto di trovarsi in zone dove le precipitazioni sono di almeno 1.000 mm/anno, fino ai 3.000, permette di trovare molte specie differenti. Esempi di questo tipo di selva sono quelli della penisola di Valdivia (Cile) e i boschi della Macaronesia. In climi più decisamente tropicali, si sviluppa sotto forma di selva della provincia di Misiones all'estremo nord dell'argentina.
- Foresta mista

Sono quelle dove si mescolano angiosperme e conifere, per cui presentano specie sempreverdi e decidue allo stesso tempo.

## Ecoregioni
Il bioma comprende le seguenti ecoregioni terrestri:
| Ecozona       | Ecoregione                                                 | Codice WWF | Paesi |
| ------------- | ---------------------------------------------------------- | ---------- | --- |
| Australasiana | Foreste temperate delle Chatham                            | AA0401     | Nuova Zelanda |
| Australasiana | Foreste temperate dell'Australia orientale                 | AA0402     | Australia |
| Australasiana | Foreste temperate del Fiordland                            | AA0403     | Nuova Zelanda |
| Australasiana | Foreste temperate della Nelson Coast                       | AA0404     | Nuova Zelanda |
| Australasiana | Foreste temperate dell'Isola del Nord                      | AA0405     | Nuova Zelanda |
| Australasiana | Foreste di kauri temperate del Northland                   | AA0406     | Nuova Zelanda |
| Australasiana | Foreste temperate di Rakiura                               | AA0407     | Nuova Zelanda |
| Australasiana | Foreste temperate di Richmond                              | AA0408     | Nuova Zelanda |
| Australasiana | Foreste temperate dell'Australia sud-orientale             | AA0409     | Australia |
| Australasiana | Foreste temperate del Southland                            | AA0410     | Nuova Zelanda |
| Australasiana | Foreste dell'altopiano centrale della Tasmania             | AA0411     | Australia |
| Australasiana | Foreste temperate della Tasmania                           | AA0412     | Australia |
| Australasiana | Foreste pluviali temperate della Tasmania                  | AA0413     | Australia |
| Australasiana | Foreste temperate del Westland                             | AA0414     | Nuova Zelanda |
| Indomalese    | Foreste di latifoglie dell'Himalaya orientale              | IM0401     | Bhutan, India, Nepal                                                                                              |
| Indomalese    | Foreste temperate del Triangolo del Nord                   | IM0402     | Birmania |
| Indomalese    | Foreste di latifoglie dell'Himalaya occidentale            | IM0403     | India, Nepal, Pakistan                                                                                            |
| Neartica      | Foreste degli altopiani degli Allegheny                    | NA0401     | Stati Uniti d'America                                                                                             |
| Neartica      | Foresta mesofita mista degli Appalachi                     | NA0402     | Stati Uniti d'America                                                                                             |
| Neartica      | Foresta delle Blue Ridge Mountains                         | NA0403     | Stati Uniti d'America                                                                                             |
| Neartica      | Foreste di legno duro degli Stati uniti centrali           | NA0404     | Stati Uniti d'America                                                                                             |
| Neartica      | Foreste del Texas centro-orientale                         | NA0405     | Stati Uniti d'America                                                                                             |
| Neartica      | Zona di transizione foreste-boreale orientale              | NA0406     | Canada, Stati Uniti d'America                                                                                     |
| Neartica      | Foreste dei bassopiani dei Grandi laghi orientali          | NA0407     | Canada, Stati Uniti d'America                                                                                     |
| Neartica      | Foreste dei bassopiani del golfo di San Lorenzo            | NA0408     | Canada |
| Neartica      | Foreste dei bassopiani del Mississippi                     | NA0409     | Stati Uniti d'America                                                                                             |
| Neartica      | Foreste del New England-Acadia                             | NA0410     | Canada, Stati Uniti d'America                                                                                     |
| Neartica      | Foreste costiere nord-orientali                            | NA0411     | Stati Uniti d'America                                                                                             |
| Neartica      | Foreste dei monti Ozark                                    | NA0412     | Stati Uniti d'America                                                                                             |
| Neartica      | Foreste miste sud-orientali                                | NA0413     | Stati Uniti d'America                                                                                             |
| Neartica      | Foreste dei Grandi laghi meridionali                       | NA0414     | Canada, Stati Uniti d'America                                                                                     |
| Neartica      | Zona di transizione foresta-savana dell'Upper Midwest      | NA0415     | Stati Uniti d'America                                                                                             |
| Neartica      | Foreste dei Grandi laghi occidentali                       | NA0416     | Canada, Stati Uniti d'America                                                                                     |
| Neartica      | Foreste della valle del Willamette                         | NA0417     | Stati Uniti d'America                                                                                             |
| Neotropicale  | Foreste temperate dell'isola di Juan Fernández             | NT0401     | Cile |
| Neotropicale  | Foreste subpolari di Nothofagus                            | NT0402     | Argentina, Cile                                                                                                   |
| Neotropicale  | Foreste temperate delle isole di San Felix-San Ambrosio    | NT0403     | Cile |
| Neotropicale  | Foreste temperate valdiviane                               | NT0404     | Argentina, Cile                                                                                                   |
| Paleartica    | Foreste montane decidue degli Appennini                    | PA0401     | Italia |
| Paleartica    | Foreste miste atlantiche                                   | PA0402     | Belgio, Danimarca, Francia, Germania, Paesi Bassi, Portogallo                                                     |
| Paleartica    | Foreste miste temperate delle Azzorre                      | PA0403     | Portogallo |
| Paleartica    | Foreste miste balcaniche                                   | PA0404     | Albania, Bosnia ed Erzegovina, Bulgaria, Grecia, Macedonia, Montenegro, Romania, Serbia, Turchia                  |
| Paleartica    | Foreste miste baltiche                                     | PA0405     | Danimarca, Germania, Polonia, Svezia                                                                              |
| Paleartica    | Foreste miste cantabriche                                  | PA0406     | Francia, Portogallo, Spagna                                                                                       |
| Paleartica    | Foreste miste ircane del Caspio                            | PA0407     | Azerbaigian, Iran                                                                                                 |
| Paleartica    | Foreste miste caucasiche                                   | PA0408     | Armenia, Azerbaigian, Georgia, Russia, Turchia                                                                    |
| Paleartica    | Foreste di latifoglie celtiche                             | PA0409     | Irlanda, Regno Unito                                                                                              |
| Paleartica    | Foreste decidue dell'Anatolia centrale                     | PA0410     | Turchia |
| Paleartica    | Foreste miste dell'altopiano del Loess della Cina centrale | PA0411     | Cina |
| Paleartica    | Foreste miste dell'Europa centrale                         | PA0412     | Austria, Bielorussia, Repubblica Ceca, Germania, Lituania, Moldavia, Polonia, Romania, Russia, Ucraina            |
| Paleartica    | Foreste decidue della Corea centrale                       | PA0413     | Cina, Corea |
| Paleartica    | Foreste miste dei monti Changbai                           | PA0414     | Cina |
| Paleartica    | Foreste sempreverdi della pianura del Chang Jiang          | PA0415     | Cina |
| Paleartica    | Complesso forestale submediterraneo della Crimea           | PA0416     | Russia, Ucraina                                                                                                   |
| Paleartica    | Foreste sempreverdi dei monti Daba                         | PA0417     | Cina |
| Paleartica    | Foreste miste delle Alpi Dinariche                         | PA0418     | Albania, Bosnia ed Erzegovina, Croazia, Italia, Montenegro, Serbia, Slovenia                                      |
| Paleartica    | Steppa forestale dell'Europa orientale                     | PA0419     | Bulgaria, Moldavia, Romania, Russia, Ucraina                                                                      |
| Paleartica    | Foreste decidue dell'Anatolia orientale                    | PA0420     | Turchia |
| Paleartica    | Faggete dei bassopiani inglesi                             | PA0421     | Regno Unito |
| Paleartica    | Foreste di latifoglie del mar Nero orientale e meridionale | PA0422     | Bulgaria, Georgia, Turchia                                                                                        |
| Paleartica    | Foreste decidue di Hokkaido                                | PA0423     | Giappone |
| Paleartica    | Foreste miste di pianura del Fiume Giallo                  | PA0424     | Cina |
| Paleartica    | Foreste sempreverdi di Madera                              | PA0425     | Portogallo |
| Paleartica    | Foreste miste della Manciuria                              | PA0426     | Cina, Corea, Russia                                                                                               |
| Paleartica    | Foreste sempreverdi del Nihonkai                           | PA0427     | Giappone |
| Paleartica    | Foreste montane decidue del Nihonkai                       | PA0428     | Giappone |
| Paleartica    | Foreste umide miste dell'Atlantico settentrionale          | PA0429     | Irlanda, Regno Unito                                                                                              |
| Paleartica    | Foreste decidue della pianura della Cina nord-orientale    | PA0430     | Cina |
| Paleartica    | Foreste miste pannoniche                                   | PA0431     | Austria, Bosnia ed Erzegovina, Croazia, Repubblica Ceca, Ungheria, Romania, Serbia, Slovacchia, Slovenia, Ucraina |
| Paleartica    | Foreste miste del bacino del Po                            | PA0432     | Italia |
| Paleartica    | Foreste miste e di conifere dei Pirenei                    | PA0433     | Francia, Spagna                                                                                                   |
| Paleartica    | Foreste decidue dei monti Qin Ling                         | PA0434     | Cina |
| Paleartica    | Foreste montane miste dei Rodopi                           | PA0435     | Bulgaria, Grecia, Macedonia, Serbia                                                                               |
| Paleartica    | Foreste miste sarmatiche                                   | PA0436     | Bielorussia, Estonia, Finlandia, Lettonia, Lituania, Norvegia, Russia, Svezia                                     |
| Paleartica    | Foreste di latifoglie sempreverdi del bacino del Sichuan   | PA0437     | Cina |
| Paleartica    | Foreste miste del sud di Sakhalin e delle Curili           | PA0438     | Giappone, Russia                                                                                                  |
| Paleartica    | Foreste sempreverdi della Corea meridionale                | PA0439     | Corea |
| Paleartica    | Foreste sempreverdi del Taiheiyo                           | PA0440     | Giappone |
| Paleartica    | Foreste montane decidue del Taiheiyo                       | PA0441     | Giappone |
| Paleartica    | Steppa e foreste decidue del bacino del Tarim              | PA0442     | Cina |
| Paleartica    | Foreste miste e di latifoglie dell'Ussuri                  | PA0443     | Russia |
| Paleartica    | Foreste miste e di latifoglie della Siberia occidentale    | PA0444     | Russia |
| Paleartica    | Foreste di latifoglie dell'Europa occidentale              | PA0445     | Austria, Belgio, Repubblica Ceca, Francia, Germania, Polonia, Svizzera                                            |
| Paleartica    | Steppa forestale dei monti Zagros                          | PA0446     | Iran, Iraq, Turchia                                                                                               |

## Galleria d'immagini

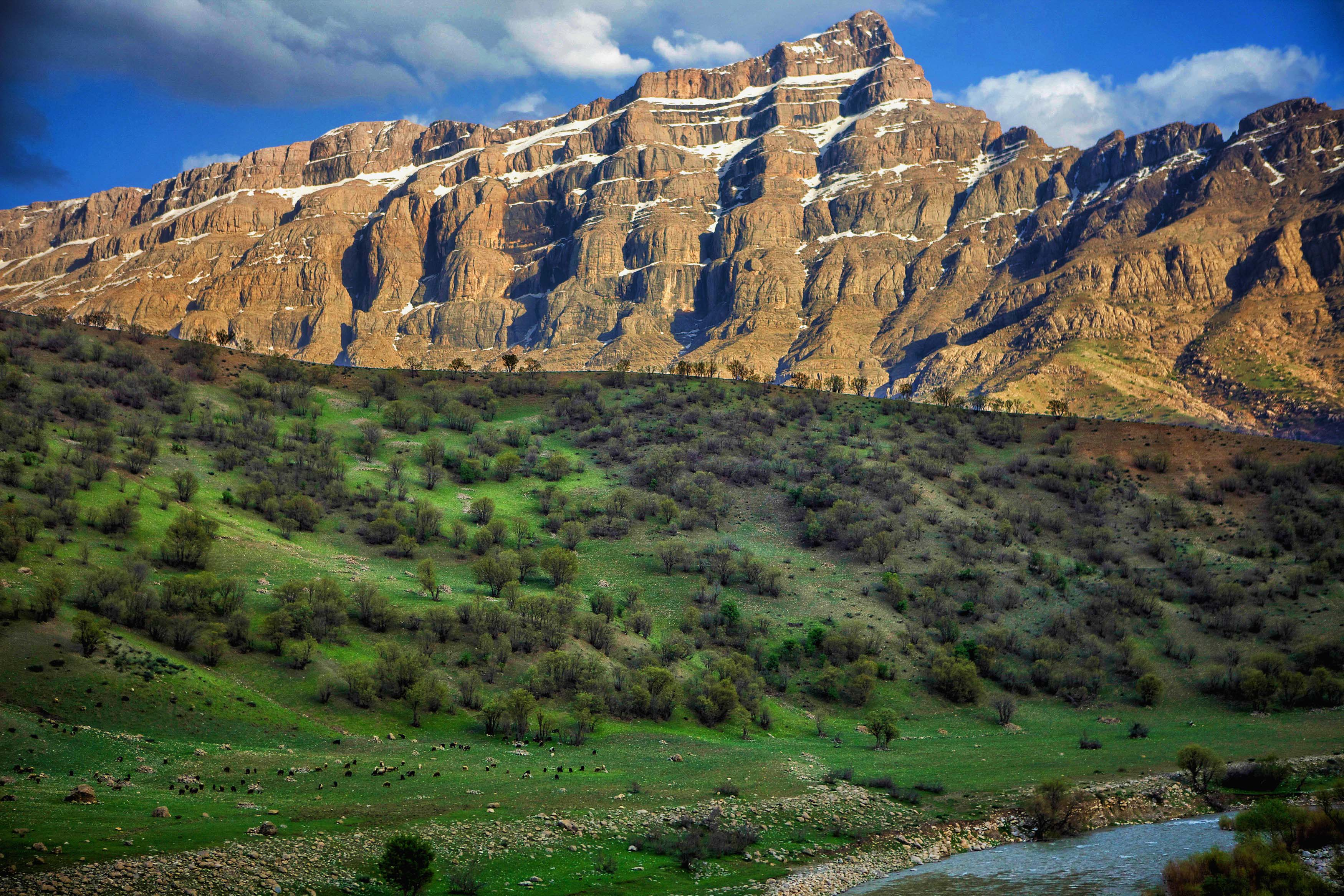
Il bosco sulle pendici dell'Oshtaran, nel monti Zagros in Iran
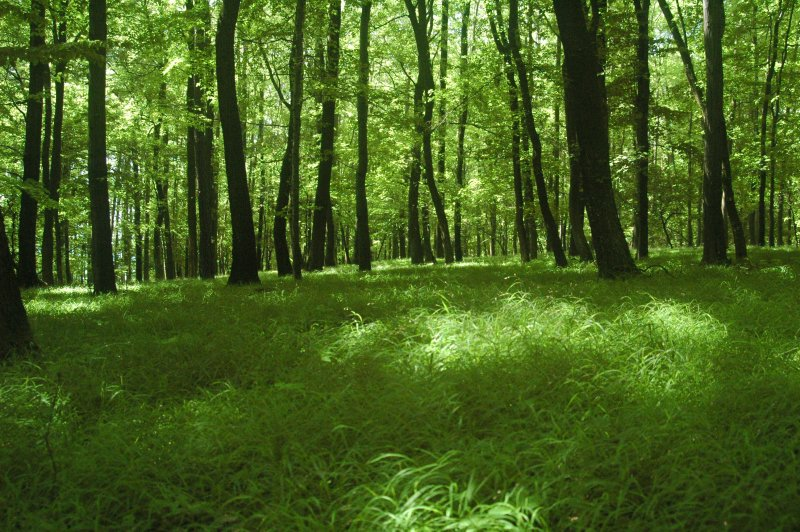
Foresta di faggio a Zamcisko (Slovacchia)
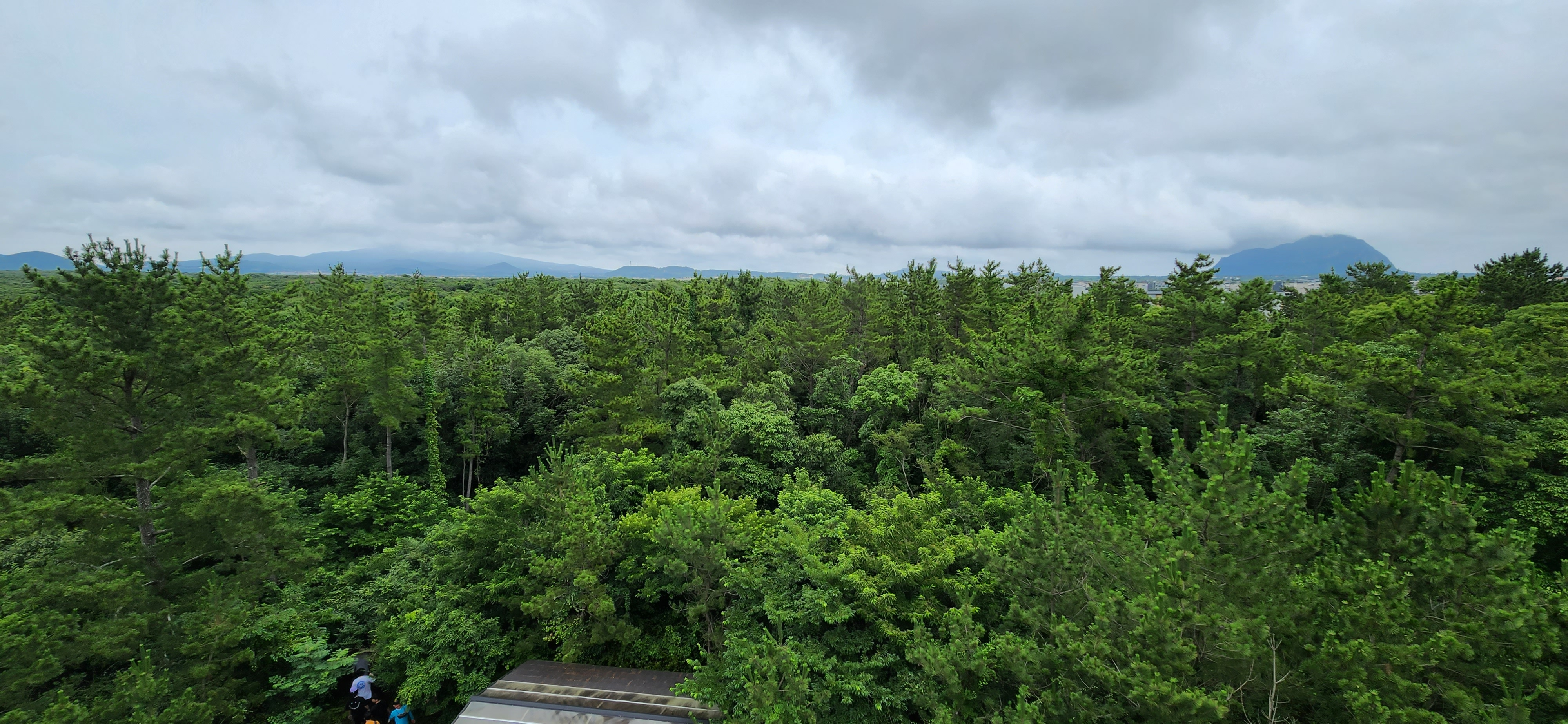
La foresta di Gotjawal, nell'isola di Jeju, in Corea del Sud
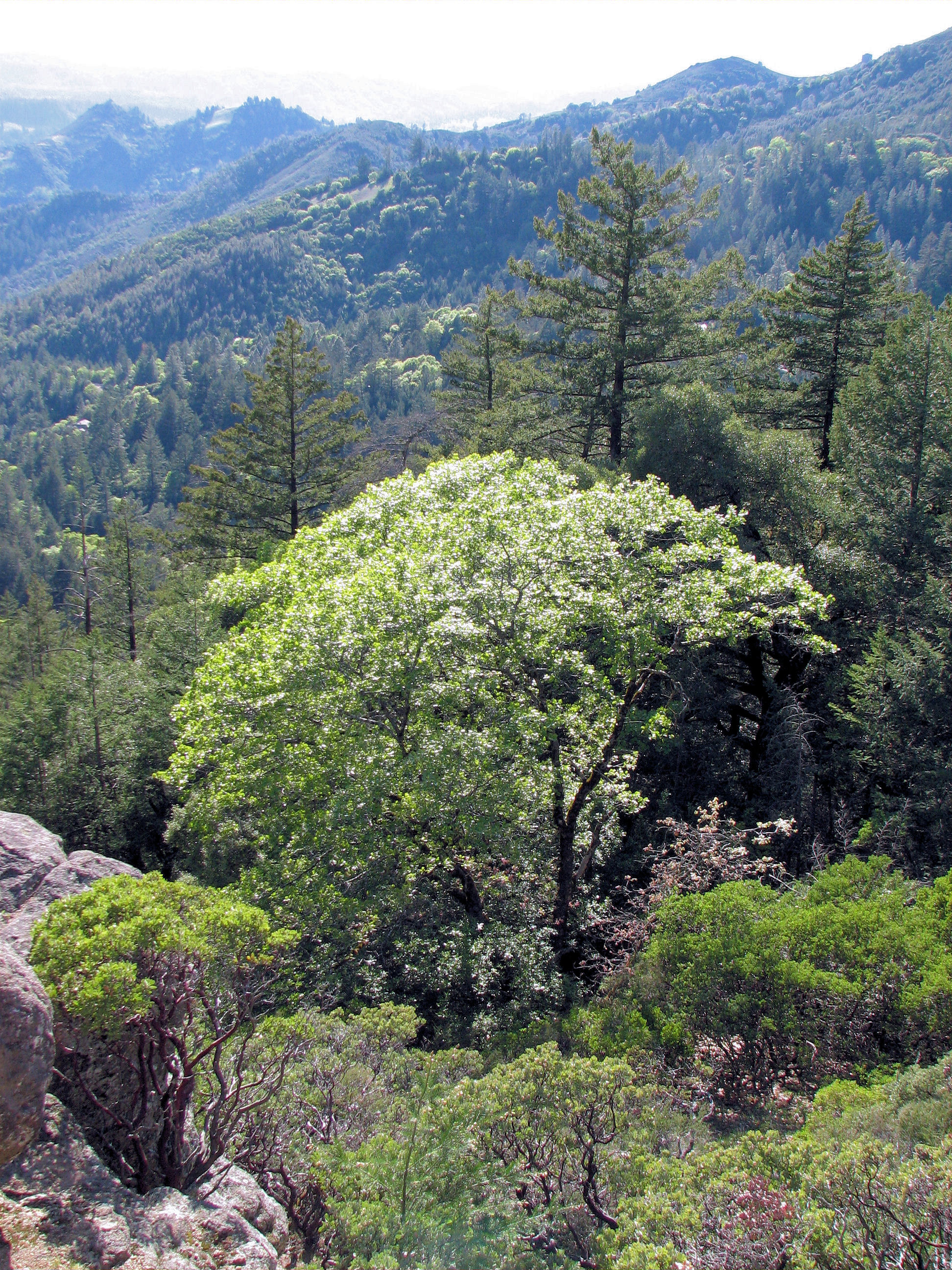
Foresta costiera della California nel Robert Louis Stevenson State Park